# Neujahrskonzert der Wiener Philharmoniker 2003
Das Neujahrskonzert der Wiener Philharmoniker 2003 war das 63. Neujahrskonzert der Wiener Philharmoniker (beim ORF als 64. Neujahrskonzert ausgewiesen) und fand am 1. Jänner 2003 im Wiener Musikverein statt. Dirigent war erneut und damit zum zweiten Mal Nikolaus Harnoncourt, durch seinen Tod 2016 war es auch das letzte Mal.

## Besonderheiten
In diesem Jahr standen sieben Kompositionen auf dem Programm, die nie zuvor im Neujahrskonzert gespielt wurden, zwei Werke von Johannes Brahms und eines von Carl Maria von Weber sowie vier der Strauss-Dynastie. Graz, die Europäische Kulturhauptstadt 2003, der 300. Jahrestag der Gründung St. Petersburgs, und Griechenland, das mit dem 1. Jänner 2003 die EU-Präsidentschaft übernahm, sind die Leitlinien für das Programm gewesen.
Nikolaus Harnoncourt bekannte hinsichtlich der Aufforderung zum Tanz in der Orchestration von Hector Berlioz, dass dies „… eigentlich der erste Berlioz ist, den ich aufführe und wahrscheinlich auch der letzte“.
Der Blumenschmuck für das Neujahrskonzert war auch 2003, wie bereits seit 1980, ein Geschenk der italienischen Stadt San Remo.

## Ballett
Der Walzer Krönungslieder entstand im Sommer 1856 in Pawlowsk anlässlich der bevorstehenden Krönung von Alexander II. am 14. Augustjul. / 26. August 1856greg. zum Zaren von Russland. Uraufführung war am 21. Julijul. / 2. August 1856greg. in der Vauxhall in Pawlowsk. Erstmals konnte das Kirow-Ballett vom Mariinsky-Theater St. Petersburg für eine Balletteinlage gewonnen werden: Es tanzte zu diesem Walzer in Schloss Eggenberg in Graz.
Die EU-Präsidentschaft von Griechenland wurde mit der Hellenen-Polka von Johann Strauss (Sohn) gewürdigt, die Solisten des Balletts der Wiener Staatsoper tanzten dazu in der Choreografie von Ballettchef Renato Zanella am Theseustempel im Wiener Volksgarten.
Zur Scherz-Polka von Johann Strauss (Sohn) wurden Bildaufnahmen der Wasserspiele des Salzburger Schlosses Hellbrunn eingespielt, zum Chineser-Galopp solche aus den chinesischen Zimmern von Schloss Schönbrunn. Auf Dirigentenwunsch wurde auf Balletteinlagen zum Donau-Walzer verzichtet und stattdessen vom ältesten noch im Dienst befindlichen österreichischen Raddampfer, die Schönbrunn von 1912, die Landschaft der Wachau und dessen Fahrt gezeigt.

## Pausenfilm
In der Pause wurde der Film „Graz 2003“, eine Präsentation der Europäischen Kulturhauptstadt des Jahres 2003 von Felix Breisach, eingespielt.

## Fernsehübertragung
Auch dieses Neujahrskonzert wurde in Radio und Fernsehen in Dolby Digital 5.1 und im Format 16:9 weltweit übertragen: Das Neujahrskonzert 2003 konnte in mehr als 40 Ländern gesehen werden, es wurde unter anderem auch von Australien, Chile, Russland, Indien, den USA und Japan übernommen.
Ernst Grissemann führte durch das Konzert, die Bildregie führte wie im Vorjahr Brian Large.

## Aufnahmen
Die Aufnahme des Konzertes zählte in Österreich zu den meistverkauften Alben des Jahres 2003. Die CD wurde nach zehn Jahren wieder durch die Deutsche Grammophon produziert, die DVD durch TDK.

## Programm
Das Programm des Neujahrskonzertes 2003 basierte erneut auf Vorschlägen des Johann-Strauss-Forschers Franz Mailer.

### 1. Teil
- Johann Strauss (Sohn): Kaiser Franz Joseph I. Rettungs-Jubel-Marsch, op. 126
- Johann Strauss (Sohn): Schatz-Walzer, op. 418
- Johann Strauss (Sohn): Niko-Polka, op. 228*
- Johann Strauss (Sohn): Scherz-Polka, op. 72
- Josef Strauss: Delirien, Walzer, op. 212
- Josef Strauss: Pêle-mêle-Polka (schnell), op. 161*

### 2. Teil
- Carl Maria von Weber: Aufforderung zum Tanz (orchestriert von Hector Berlioz)*
- Johann Strauss (Sohn): Secunden-Polka, Polka française, op. 258
- Johann Strauss (Sohn): Hellenen-Polka, Polka schnell, op. 203
- Johann Strauss (Sohn): Kaiser-Walzer, op. 437
- Johann Strauss (Sohn): Bauern-Polka, Polka française, op. 276
- Johann Strauss (Sohn): Lob der Frauen, Polka mazur, op. 315
- Johann Strauss (Vater): Chineser-Galopp, op. 111*
- Johannes Brahms: Ungarische Tänze Nr. 5 und 6, WoO 1/5–6*
- Johann Strauss (Sohn): Krönungslieder, Walzer, op. 184*
- Johann Strauss (Sohn): Leichtes Blut, Polka schnell, op. 319

### Zugaben
- Johann Strauss (Sohn): Furioso-Polka, op. 260**
- Johann Strauss (Sohn): An der schönen blauen Donau, Walzer, op. 314
- Johann Strauss (Vater): Radetzky-Marsch, op. 228

Werkliste und Reihenfolge sind der Website der Wiener Philharmoniker entnommen.
Mit * gekennzeichnete Werke standen erstmals in einem Programm eines Neujahrskonzertes.
**Die Furioso-Polka wurde als Furioso-Polka quasi Galopp durch den Verlag Carl Haslinger qm. Tobias, Wien, 1862 herausgegeben. Sie wird jedoch so, d. h. nur als Polka, im Programm der Wiener Philharmoniker bezeichnet, dies wurde übernommen.